# CD84
CD84 (Clúster de Diferenciación 84) es una proteína humana codificada por el gen CD84. 

## Función
Los miembros del subgrupo CD2 (ver MIM 186990) de la superfamilia Ig, como CD84, tienen patrones similares de enlaces disulfuro conservados y funcionan en interacciones de adhesión entre linfocitos T y células accesorias. 

## Interacciones
Se ha demostrado que CD84 interactúa con SH2D1A.    

## Otras lecturas
- Andreesen R, Bross KJ, Osterholz J, Emmrich F (May 1986). «Human macrophage maturation and heterogeneity: analysis with a newly generated set of monoclonal antibodies to differentiation antigens». Blood 67 (5): 1257-64. PMID 3008886. doi:10.1182/blood.V67.5.1257.1257.
- Kingsmore SF, Souryal CA, Watson ML, Patel DD, Seldin MF (1995). «Physical and genetic linkage of the genes encoding Ly-9 and CD48 on mouse and human chromosomes 1». Immunogenetics 42 (1): 59-62. PMID 7797269. S2CID 28529549. doi:10.1007/BF00164988.
- de la Fuente MA, Pizcueta P, Nadal M, Bosch J, Engel P (Sep 1997). «CD84 leukocyte antigen is a new member of the Ig superfamily». Blood 90 (6): 2398-405. PMID 9310491. doi:10.1182/blood.V90.6.2398.
- Krause SW, Rehli M, Heinz S, Ebner R, Andreesen R (Mar 2000). «Characterization of MAX.3 antigen, a glycoprotein expressed on mature macrophages, dendritic cells and blood platelets: identity with CD84». The Biochemical Journal. 346 Pt 3 (3): 729-36. PMC 1220906. PMID 10698700. doi:10.1042/0264-6021:3460729.
- Palou E, Pirotto F, Solé J, Freed JH, Peral B, Vilardell C, Vilella R, Vives J, Gayá A (Feb 2000). «Genomic characterization of CD84 reveals the existence of five isoforms differing in their cytoplasmic domains». Tissue Antigens 55 (2): 118-27. PMID 10746783. doi:10.1034/j.1399-0039.2000.550203.x.
- Lucas AD, Chadwick N, Warren BF, Jewell DP, Gordon S, Powrie F, Greaves DR (Mar 2001). «The transmembrane form of the CX3CL1 chemokine fractalkine is expressed predominantly by epithelial cells in vivo». The American Journal of Pathology 158 (3): 855-66. PMC 1850344. PMID 11238035. doi:10.1016/S0002-9440(10)64034-5.
- Shlapatska LM, Mikhalap SV, Berdova AG, Zelensky OM, Yun TJ, Nichols KE, Clark EA, Sidorenko SP (May 2001). «CD150 association with either the SH2-containing inositol phosphatase or the SH2-containing protein tyrosine phosphatase is regulated by the adaptor protein SH2D1A». Journal of Immunology 166 (9): 5480-7. PMID 11313386. doi:10.4049/jimmunol.166.9.5480.
- Sayós J, Martín M, Chen A, Simarro M, Howie D, Morra M, Engel P, Terhorst C (Jun 2001). «Cell surface receptors Ly-9 and CD84 recruit the X-linked lymphoproliferative disease gene product SAP». Blood 97 (12): 3867-74. PMID 11389028. S2CID 10530544. doi:10.1182/blood.V97.12.3867.
- Lewis J, Eiben LJ, Nelson DL, Cohen JI, Nichols KE, Ochs HD, Notarangelo LD, Duckett CS (Jul 2001). «Distinct interactions of the X-linked lymphoproliferative syndrome gene product SAP with cytoplasmic domains of members of the CD2 receptor family». Clinical Immunology 100 (1): 15-23. PMID 11414741. doi:10.1006/clim.2001.5035.
- Morra M, Simarro-Grande M, Martin M, Chen AS, Lanyi A, Silander O, Calpe S, Davis J, Pawson T, Eck MJ, Sumegi J, Engel P, Li SC, Terhorst C (Sep 2001). «Characterization of SH2D1A missense mutations identified in X-linked lymphoproliferative disease patients». The Journal of Biological Chemistry 276 (39): 36809-16. PMID 11477068. S2CID 39889619. doi:10.1074/jbc.M101305200.
- Martin M, Romero X, de la Fuente MA, Tovar V, Zapater N, Esplugues E, Pizcueta P, Bosch J, Engel P (Oct 2001). «CD84 functions as a homophilic adhesion molecule and enhances IFN-gamma secretion: adhesion is mediated by Ig-like domain 1». Journal of Immunology 167 (7): 3668-76. PMID 11564780. doi:10.4049/jimmunol.167.7.3668.
- Morra M, Lu J, Poy F, Martin M, Sayos J, Calpe S, Gullo C, Howie D, Rietdijk S, Thompson A, Coyle AJ, Denny C, Yaffe MB, Engel P, Eck MJ, Terhorst C (Nov 2001). «Structural basis for the interaction of the free SH2 domain EAT-2 with SLAM receptors in hematopoietic cells». The EMBO Journal 20 (21): 5840-52. PMC 125701. PMID 11689425. doi:10.1093/emboj/20.21.5840.
- Tangye SG, van de Weerdt BC, Avery DT, Hodgkin PD (Jun 2002). «CD84 is up-regulated on a major population of human memory B cells and recruits the SH2 domain containing proteins SAP and EAT-2». European Journal of Immunology 32 (6): 1640-9. PMID 12115647. doi:10.1002/1521-4141(200206)32:6<1640::AID-IMMU1640>3.0.CO;2-S.
- Del Valle JM, Engel P, Martín M (May 2003). «The cell surface expression of SAP-binding receptor CD229 is regulated via its interaction with clathrin-associated adaptor complex 2 (AP-2)». The Journal of Biological Chemistry 278 (19): 17430-7. PMID 12621057. doi:10.1074/jbc.M301569200.
- Tangye SG, Nichols KE, Hare NJ, van de Weerdt BC (Sep 2003). «Functional requirements for interactions between CD84 and Src homology 2 domain-containing proteins and their contribution to human T cell activation». Journal of Immunology 171 (5): 2485-95. PMID 12928397. doi:10.4049/jimmunol.171.5.2485.
- Zaiss M, Hirtreiter C, Rehli M, Rehm A, Kunz-Schughart LA, Andreesen R, Hennemann B (Sep 2003). «CD84 expression on human hematopoietic progenitor cells». Experimental Hematology 31 (9): 798-805. PMID 12962726. doi:10.1016/S0301-472X(03)00187-5.
- Romero X, Benítez D, March S, Vilella R, Miralpeix M, Engel P (Aug 2004). «Differential expression of SAP and EAT-2-binding leukocyte cell-surface molecules CD84, CD150 (SLAM), CD229 (Ly9) and CD244 (2B4)». Tissue Antigens 64 (2): 132-44. PMID 15245368. doi:10.1111/j.1399-0039.2004.00247.x.
- Nanda N, Andre P, Bao M, Clauser K, Deguzman F, Howie D, Conley PB, Terhorst C, Phillips DR (Nov 2005). «Platelet aggregation induces platelet aggregate stability via SLAM family receptor signaling». Blood 106 (9): 3028-34. PMID 16037392. doi:10.1182/blood-2005-01-0333.